# Françoise Paressant
Françoise Paressant, née à Nantes le 21 novembre 1944, est une artiste licière française.

## Biographie
En 1963, elle commence un stage de poterie et de tissage, ce qui lui apprend les bases de ce qui va vite devenir son moyen d'expression. Après avoir été au Lycée Gabriel-Guist'hau, elle continue ses études à l'école des Beaux-Arts de Nantes.
Elle consacre jusqu'au milieu des années 80 à des œuvres de créations textiles pour se dévouer par la suite à l'utilisation d'autres techniques comme le dessin, les collages et la pâte à papier, souvent combinés. Françoise Paressant est une artiste qui aime jouer avec les couleurs comme peut le montrer le titre d'une de ses expositions Éloge de la Couleur, c'est d'ailleurs elle-même qui colore sa laine.
Aujourd'hui ses œuvres sont présentes dans plusieurs musées au Lille Métropole Musée d'Art Moderne, d'Art Contemporain et d'Art Brut au Musée d'Arts de Nantes, dans les collections du Mobilier National et au Musée des Arts décoratifs. Certaines de ses tapisseries sont également visibles au sein de l'église de Mesquer.

## Expositions
- Galerie Michel Columb à Nantes, du 2 au 16 octobre 1965[9]
- Musée des arts décoratifs, Nantes, 1974[10]
- Musée des Beaux Arts, Pau[7]
- Papiers nomades, Musée des beaux arts, Nantes, 1984[7]
- Musée des beaux arts et de la dentelle, Alençon, 1998[11]
- Galerie Fabrianno , Milan, 2004
- Osées... les tapisseries en technicouleurs de Françoise Paressant, Galerie Chevalier, 2013[7]
- Carré du Perche, Mortagne-au-Perche, 2014[11]
- Œuvres tissées, feutres teintés, Galerie du Lormarin, Perche-en-Nocé, 2021[12]

## Œuvres
- La Signalisation : œuvre de 1976, présente au sein du Groupe scolaire du Jard à Reims.